# テンツキチョウチョウウオ
テンツキチョウチョウウオ（点付蝶々魚、学名：Parachaetodon ocellatus）は、スズキ目チョウチョウウオ科テンツキチョウチョウウオ属に分類される魚類の一種。本種のみでテンツキチョウチョウウオ属を構成している。種小名は「大きな目がある」を意味し、眼状斑に由来する。本種は当初、ツバメウオ属（Platax）に分類されていた。

## 形態
- 全長は約18cm[2][3]。

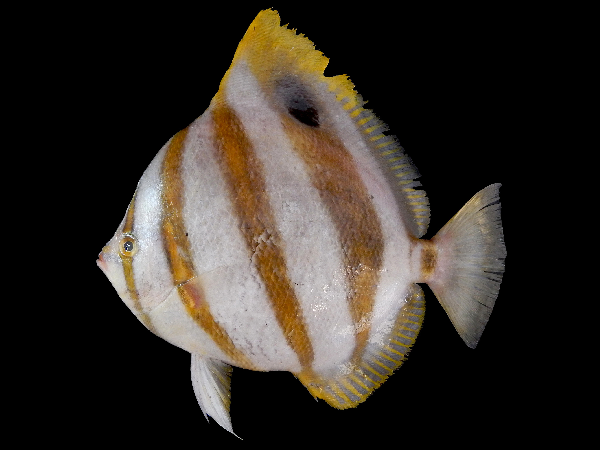
背鰭を展開させた本種

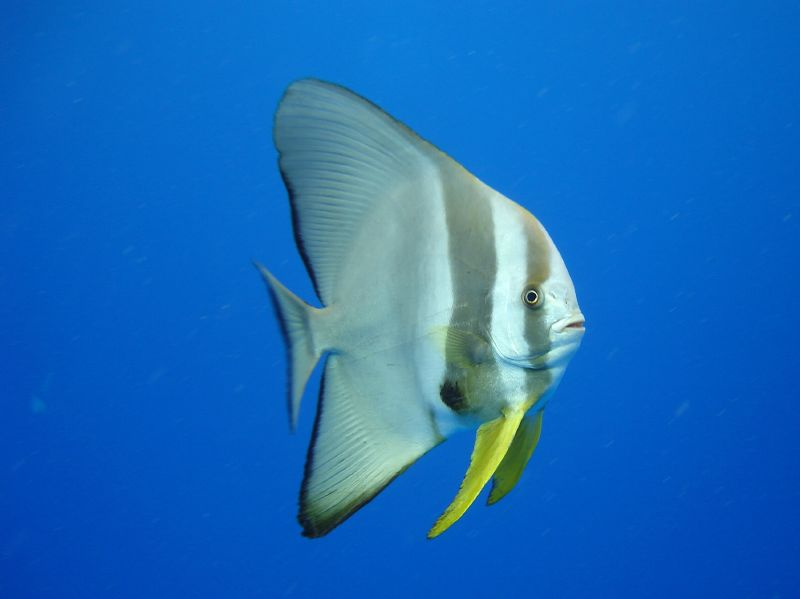
ツバメウオ

- 背鰭の棘は6本で、チョウチョウウオ科の魚の中では最も本数が少ない[4]。
- 背鰭が高く伸びる。

## 生態
雑食で、カイメン、甲殻類、藻類などを食べる。
水深50mまでのサンゴ礁や藻場に生息する。

## 分布
西部太平洋、東部インド洋。

## 人とのかかわり
観賞魚。